# تارتينهيم
تارتينهيم (بالفرنسية: Tatinghem)‏ هي بلدية تقع في إقليم باد كاليه من منطقة نور با دو كاليه في شمال فرنسا. تبلغ مساحة هذه المدينة 5.6 (كم²)، وترتفع عن سطح البحر 48 م، يبلغ عدد سكانها 1837 نسمة حسب إحصاء المعهد الوطني للإحصاء والدراسات الاقتصادية سنة 2009 م. وترأس Michel Blarel البلدية خلال فترة (2008-2014).